# Удружење чланова рода Романових
Удружење чланова рода Романових (рус. Объединение членов рода Романовых) организација је која окупља морганатске потомке некадашњих чланова династије Романов. Основана је 1979. године у Швајцарској.
Предсједник Удружења је Дмитриј Романович Романов (2014—2016).

## Историјат
Након Фебруарске револуције (1917) преживјели мушки династички чланови су ступали у морганатске бракове и тиме су лишили своје потомке права на престо. Морганатске супруге и потомство нису били чланови Императорског дома по одредбама Основних државних закона. У складу с правилима насљеђивања престола, за старјешину династије и императора сверуског у изгнанству прогласио се велики кнез Кирил Владимирович који је имао законите потомке из равнородног брака. Након смрти Кирила Владимировича (1938) нови династички старјешина је постао његов син јединац — велики кнез Владимир Кирилович. Он је одлучио да не узима титулу императора све до обнове монархије. Тада су мушки чланови Императорског дома били још: велики кнезови Борис Владимирович, Андреј Владимирович и Дмитриј Павлович и кнезови императорске крви Всеволод Јоанович, Гаврил Константинович, Георгиј Константинович, Роман Петрович, Андреј Александрович, Фјодор Александрович, Никита Александрович, Дмитриј Александрович, Ростислав Александрович и Василиј Александрович. Сви су они имали морганатске супруге и потомство.
Након Другог свјетског рата, с циљем јачања родбинских веза између таквих потомака потекла је замисао о оснивању удружења од кнезова императорске крви Всеволода Јоановича, Романа Петровича и Андреја Александровича. Замисао су реализовали тек 1979. кнезови императорске крви Андреј Александрович и Дмитриј Александрович, кнегињица императорске крви Вера Константиновна и кнегиње императорске крви Јекатерина Јоановна, Марина Петровна и Надежда Петровна. Основали су Удружење чланова рода Романових (рус. Объединение членов рода Романовых) најприје од династичких чланова рођених прије 1917, а затим и од морганатских потомака рођених у изгнанству. Године 1992. удружење је основало Фонд Романових за Русију (рус. Фонд Романовых для России).

## Организација
Удружење чланова рода Романових не поштује династичко право регулисано Основним државним законима Руске Империје (правила насљеђивања престола) већ своју унутрашњу организацију регулише статутом удружења. Највиши орган је Генерална скупштина (рус. Генеральная ассамблея) коју чине сви чланови удружења. Орган управљања је Комитет (предсједник, потпредсједник и чланови) којег бира Генерална скупштина на одређени мандат.
Први предсједник од 1979. до 1980. био је кнез императорске крви Дмитриј Александрович. Послије његове смрти од 1981. до 1989. предсједник је био кнез императорске крви Василиј Александрович. Након његове смрти за предсједника је изабран Николај Романович Романов (морганатски потомак) који је дотад био потпредсједник удружења. На тој дужности је остао до своје смрти 2014. када је за новог предсједника изабран његов брат Дмитриј Романович Романов. Такође, од 1992. до 2001. почасни предсједник је била кнегињица императорске крви Вера Константиновна.
Посљедњи мушки члан удружења, који је истовремено био и члан Императорског дома, био је кнез императорске крви Василиј Александрович (1907—1989). Посљедња таква чланица је била кнегиња императорске крви Јекатерина Јоановна (1915—2007). Сви данашњи чланови удружења су морганатски потомци и не припадају Императорском дому.